# Чимишлија
Чимишлија је град и седиште Чимишлијског рејона, у јужном делу Молдавије, на обали реке Когиљник.

## Назив града
Прво писано помињање Чимишлије се јавља 4. јула 1620. године, када је научник Владимир Нику објаснио да је град свој назив добио по локалној легенди, из речи са непознатим пореклом а која значи „богатство”. Свештеник Јакоб Јусипеску, који је први покушао да забележи историју Чимишлије 1874. године, објаснио је да је то у ствари била реч непознатог порекла, али је „чимиш” био назив који су Румуни и Татари користили за грађевинске раднике и зидаре у то време.
Постоји и тумачење да назив града потиче из буколичке легенде о двоје заљубљених, Cimiş şi Lia (Чимиш и Лија).

## Историја
Град постаје административни центар 1827. године. Те исте године многи његови становници су умрли од куге, након чега су сахрањени на посебном гробљу у југоисточном делу града. Смештен у степи Буџак , уз реку Когиљник, град су често погађале суше које су типичне за подручје у ком се налази.
Чимишлија је 1840. године добила статус трговишта. Прва школа је отворена 1844. године, а 1885. године добија и „болницу” у којој су се лечили и људи и животиње. Између два светска рата град се налазио у области Нистру, да би уласком у Совјетски Савез постао центар округа.

## Привреда
Привреда се углавном базира на агроиндустрији, са добро развијеном мрежом производње пољопривредних производа укључујући месо, млечне производе, сточарство и житарице, као и виноградарство.
Железничка станица Чимишлија, која користи широку мрежу веза према складиштима индустријских и комерцијалних компанија у граду, налази се у селу Михајловка на удаљености од 12 км.

## Знамените личности
- Јурије Љанка, политичар
- Александру Љанка, глумац
- Георге Шалару, политичар

## Међународни односи
Чимишлија је побратимљена са:
- Хирлау, Румунија
- Новогрод Бобжањски, Пољска
- Валенији де Мунте, Румунија